# 托爾拉庫方言
托爾拉庫方言是南斯拉夫語支的方言集合之一，使用者分佈在塞爾維亞東南部，科索沃北部，馬其頓共和國東北部和保加利亞西部。托爾拉庫方言被一些人視為塞爾維亞語和保加利亞語之間的遷移方言。托爾拉庫方言的使用者包括多個民族。

## 延伸閱讀
- Friedman, Victor.  (PDF). Harvard Ukrainian Studies. 2006, 1–4: 105–116  [2018-08-01]. （原始内容存档 (PDF)于2017-04-25）.
- Friedman, Victor.  (PDF). American Contributions to the 14th International Congress of Slavists. 2008,. 1:Linguistics: 131–148  [2018-08-01]. （原始内容存档 (PDF)于2021-02-25）.

## 外部連結
- A Handbook of Bosnian, Serbian, and Croatian (by Wayles Brown and Theresa Alt) （页面存档备份，存于）
- Ивић П. . Imageshack.us. （原始内容存档于2014-02-22） （塞尔维亚语）.